# After Hours (album)
After Hours este al patrulea album al cântărețului canadian The Weeknd, lansat la 20 martie 2020 prin casele de discuri XO și Republic Records. Este produs în principal de The Weeknd, cu o multitudine de producători, cum ar fi DaHeala, Illangelo, Max Martin, Metro Boomin și OPN, majoritatea care au mai lucrat cu The Weeknd în trecut. Ediția standard a albumului nu are invitați, deși ediția remixată conține apariții de la Chromatics și Lil Uzi Vert. Din punct de vedere tematic, After Hours explorează ura de sine.
Înainte de lansarea albumului, The Weeknd a confirmat faptul că After Hours va fi diferit din punct de vedere stilistic față de albumul precedent, Starboy (2016). Jurnaliștii au remarcat că albumul este o reinvenție din punct de vedere artistic pentru The Weeknd, prin introducerea de influenție new wave și dream pop. Coperta și estetica materialelor promoționale au fost descrise ca fiind psihedelice, fiind inspirate de diverse filme, precum Casino (1995), Fear and Loathing in Las Vegas (1998), Joker și Uncut Gems (ambele din 2019).
After Hours a avut patru single-uri: „Heartless”, „Blinding Lights”, „In Your Eyes” și „Save Your Tears”, primele două ajungând în vârful topului Billboard Hot 100 și primind discul de platină. Piesa cu același nume, „After Hours”, a fost lansată ca single promoțional. În martie 2020, After Hours a bătut recordul pentru cele mai multe precomenzi din istoria Apple Music, cu peste 1.02 milioane. Albumul a primit în general recenzii pozitive din partea criticilor de muzică, unii numindu-l cel mai bun album al lui The Weeknd. A debutat în vârful topului Billboard 200, rămânând pe primul loc timp de patru săptămâni consecutive. A ajuns pe primul loc în alte 20 de teritorii, printre care Canada și Regatul Unit. 

## Lista Melodi
Standard edition
1. Alone Again - Melodie
2. Too Late - Melodie
3. Hardest To Love - Melodie
4. Scared To Live - Melodie
5. Snowchild - Melodie
6. Escape From LA - Melodie
7. Heartless - Melodie
8. Faith - Melodie
9. Blinding Lights - Melodie
10. In Your Eyes - Melodie
11. Save Your Tears - Melodie
12. Repeat After Me - Interlude
13. After Hours - Melodie
14. Until I Bleed Out - Melodie

Deluxe edition
1. Noting Compares - Melodie
2. Miss You - Melodie
3. Final Lullaby - Melodie